# Chris Smalls
Chris Smalls (Hackensack, 4 de julio de 1988) es un sindicalista estadounidense conocido por haber tomado parte en la creación del primer sindicato de Amazon en Estados Unidos, en una planta situada en Staten Island, en la Ciudad de Nueva York. Se convirtió así en presidente de la Amazon Labor Union.

## Educación y juventud
Smalls nació y creció en Hackensack, Nueva Jersey. Jugó al baloncesto y practicó atletismo en el Instituto Hackensack. Tuvo la esperanza de jugar en la National Basketball Association, hasta que fue atropellado mientras trabajaba.
Durante su juventud también desarrolló una breve carrera como rapero y estuvo de gira con Meek Mill. Abandonó su faceta musical para cuidar de sus hijos. Smalls afirma que sus amigos dicen de él ahora que, "suponen que su voz tenía que servir para otra cosa."

## Carrera y activismo
Smalls pasó sus primeros años como trabajador en almacenes de las empresas FedEx, Target, y Walmart, y en The Home Depot como cajero.

### Amazon (2015-2020)
Smalls se incorporó a Amazon en 2015 en donde trabajó preparando pedidos. Trabajó brevemente en un almacén en Connecticut, donde fue despedido pero posteriormente readmitido después de una apelación. A continuación fue destinado a una gran planta logística ubicada en State Island (denominada JFK8) cuando fue inaugurada en 2018, donde sus funciones pasaron a ser las de ayudante de mánager. Según Smalls el traslado se debió a su buen rendimiento, aunque el ya había solicitado hasta en 49 ocasiones el asecenso a ayudante de mánager y nunca fue seleccionado para la promoción, lo cual consideró que era un claro ejemplo de discriminación racial en la empresa. A Smalls le agradó trabajar en la compañía durante una temporada, hasta que según él empezó a observar graves problemas sistémicos que afectaban a los empleados. Smalls considera que Amazon tiene problemas con protocolos de seguridad citando la tasa de accidentalidad, discriminación por edad, sexismo, racismo, y discriminación contra los denominados caregivers (trabajadores con responsabilidades de cuidado de familiares dependientes). En su defensa Amazon señaló que no toleraban discrimación o acoso en cualquiera de sus formas y que estaban trabajando para reducir los índices de accidentalidad y tener una plantilla sana y segura.
Smalls contactó con políticos locales, autoridades de salud laboral y con los recursos humanos de Amazon, después de que un compañero de trabajo enfermo tuviera que reincorporarse con síntomas de COVID-19 mientras esperaba los resultados de una prueba diagnóstica. Según Smalls recursos humanos no tomó ninguna medida. Smalls organizó un paro y concentración el 30 de marzo de 2020 como protesta por los protocolos de seguridad de Amazon durante la pandemia de COVID-19 lo que obligó al cierre temporal de la planta de State Island. Smalls cuestionó que Amazon proviera de equipos de protección individual a sus trabajadores y que se mantuviera las medidas de distancia social, y denunció que Amazon no autorizara la baja laboral por COVID-19 a su personal. Smalls denunció que estuvo en expuesto a un caso positivo por COVID el 11 de marzo de 2020, pero no fue notificado hasta el 28 de marzo, lo cual le llevó a presentar una queja en el Departamento de Salud del Estado de Nueva York.
En el mismo día de la protesta Smalls fue despedido por Amazon. El vicepresidente sénior de la compañía responsable de comunicación, Jay Carney, señaló en Twitter que Smalls había vulnerado los protocolos de la empresa respecto a distancia social, y que debería estar de baja remunerada para cumplir con una cuarentena de 14 días por contacto estrecho con positivo con COVID-19 en el momento de la protesta. Aun así, la cuarentena habría acabado el día de la protesta, si la compañía hubiera empezado a aplicar la baja desde el momento de la exposición.
Letitia James, el Fiscal General de Nueva York, acusó a Amazon de despedir ilegalmente a Smalls, y más tarde ordenó una investigación del asunto.. Dicha investigación concluyó que el despido fue ilegal, concluyendo que Smalls debía ser readmitido.
Bill de Blasio, alcalde de Nueva York, y el senador Bernie Sanders, se refirieron al despido como "vergonzoso". Blasio ordenó al comisario de derechos humanos de la ciudad investigar el despido de Smalls y James solicitó la intervención del National Labor Relations Board (NLRB) . Nueve senadores, incluyendo Elizabeth Warren, enviaron una carta a Amazon en la que reclamaron más información sobre el despido de Smalls y el de otros tres trabajadores que también habían denunciado a la empresa. La mayoría de los dirigentes sindicales de Estados Unidos enviaron una carta a Jeff Bezos en la que reclamaron la readmisión de Smalls. Tim Bray, antiguo vicepresidente de Amazon Web Servicies, también criticó los despidos.

### 2021-presente

#### Congreso de Trabajadores Esenciales
Después de su despido de Amazon en 2020, Smalls fundó El Congreso de Trabajadores Esenciales (TCOEW), un grupo sindical y activista
El 1 de mayo de 2020, Smalls y el TCOEW ayudó a organizar una huelga en Amazon, Target, Walmart y otras grandes empresas del país.

## Vida personal
Smalls estuvo casado durante siete años, y tiene tres hijos, dos de ellos gemelos.
Smalls es activo en la red social Twitter, donde publica comentarios sobre el trabajo ALU y otros asuntos sindicales.